# Mahoromatic
Mahoromatic (まほろまてぃっく) là loạt manga chủ đề lãng mạn và khoa học viễn tưởng do Nakayama Bunjūrō viết và Bow Ditama minh họa. Loạt manga này đã đăng trên tạp chí dành cho seinen là Comic Gum của WANI BOOKS từ ngày 10 tháng 10 năm 1999 (trước đó đã đăng thử một chương vào ngày 01 tháng 12 năm 1998) đến ngày 05 tháng 12 năm 2004. Các chương sau đó được tập hợp lại và phát hành thành 8 tankōbon. Cốt truyện xoay quanh Andou Mahoro một người máy hình người vốn được tạo ra như một vũ khí mạnh nhất để chiến đấu chống lại những hiểm họa tiềm ẩn khác nhau, khi thời gian có thể hoạt động của cô sắp hết cô đã xin được cử đến để bảo vệ cho Suguru Misato một học sinh trung học khỏi mọi nguy hiểm trong vai trò một cô gái giúp việc và mối tình giữ cả hai đã được hình thành qua thời gian.
Tác phẩm đã được chuyển thể sang các loại hình truyền thông khác như anime, trò chơi điện tử... Gainax và Shaft đã hợp tác để thực hiện chuyển thể anime cho loạt manga. Bộ anime đầu đã phát sóng từ ngày 10 tháng 9 năm 2001 đến ngày 28 tháng 1 năm 2002. Bộ anime thứ hai phát sóng từ ngày 26 tháng 9 năm 2002 đến ngày 16 tháng 1 năm 2003.

## Tổng quan

### Nhận vật

#### Nhà Misato
Andō Mahoro (安藤まほろ, あんどう まほろ)
Lồng tiếng bởi: Kawasumi Ayako
Misato Suguru (美里優, みさと すぐる)
Lồng tiếng bởi: Takimoto Fujiko, Hayashi Nobutoshi (34 tuổi)
Andō Minawa (安藤みなわ, あんどう みなわ) / CODE：370
Lồng tiếng bởi: Shimizu Ai
Slash (スラッシュ)
Lồng tiếng bởi: Noda Keiichi
Guri-chan (ぐりちゃん)
Lồng tiếng bởi: Takimoto Fujiko

#### Trường trung học
Shikijo Saori (式条沙織, しきじょう さおり)
Lồng tiếng bởi: Takada Yumi
Sakura Miyuki (佐倉深雪, さくら みゆき)
Lồng tiếng bởi: Kikuchi Yumi
Todoroki Rin (等々力凛, とどろき りん)
Lồng tiếng bởi: Mizuno Manabi
Ōe Chizuko (大江千鶴子, おおえ ちづこ)
Lồng tiếng bởi: Sanada Asami
Hamaguchi Toshiya (浜口俊也, はまぐち としや)
Lồng tiếng bởi: Ogihara Hideki
Kawahara Kiyomi (川原清巳, かわはら きよみ)
Lồng tiếng bởi: Kisaichi Atsushi
Tanaka Yoshimi (田中佳美, たなか よしみ)
Lồng tiếng bởi: Kaneda Tomoko

#### Vesper
Konoe Yūichirō (近衛優一郎, このえ ゆういちろう)
Lồng tiếng bởi: Genda Tesshō
Daimon Hayato (大門隼人, だいもん はやと)
Lồng tiếng bởi: Ishizuka Yukinori
Gunji Yoshihiko (郡司義彦, ぐんじ よしひこ)
Lồng tiếng bởi: Endō Akifumi
Hokaze Minato (帆風みなと, ほかぜ みなと)
Lồng tiếng bởi: Kawada Shinji
Shīna Eimi (椎名永美, しいな えいみ)
Lồng tiếng bởi: Shimazaki Haruka
Misato Ryō (美里良, みさと りょう)
Lồng tiếng bởi: Nakata Kazuhiro
Misato Uka (美里優香, みさと ゆうか)
Lồng tiếng bởi: Mizuno Manabi

#### Saint
Ryuga (リューガ)
Lồng tiếng bởi: Koyasu Takehito
Matthew (マシュー)
Lồng tiếng bởi: Kawasumi Ayako
Leesha (リーシァ)
Lồng tiếng bởi: Inoue Kikuko
Sera (セラ)
Lồng tiếng bởi: Tanaka Kahori
Mahoro Matthew Faye Ray (マホロ・マシュー・フェイ・レイ)
S01-R ARCADIA
Lồng tiếng bởi: Kawasumi Ayako

#### Kanrisha
Bernardo Bastia (ベルナール・バスティア)
Lồng tiếng bởi: Horikawa Jin
エリオット・グレイ
Feldrans (フェルドランス) / CODE：227
Lồng tiếng bởi: Sakamoto Misato
Metherius (メフリス)
Lồng tiếng bởi: Okano Kōsuke
Cannon (キャナン)
Lồng tiếng bởi: Yabe Masahito
Drexel (ドレクセル)
Lồng tiếng bởi: Hoshino Takanori
Santrio (サントリオ)
Lồng tiếng bởi: Katsuragi Masanori
Baldwin (ボールドウィン)
Gadwick (ガンウィック)
Pumpkin Head (パンプキン・ヘッド) / CODE：154
CODE：369
Lồng tiếng bởi: Shintani Ryōko
Andō Nanami (安藤ななみ, あんどう ななみ) / CODE：773
CODE：162

#### Khác
Nishimura Yaeko (西村八重子, にしむら やえこ)
Shikijiyou Saori (式条詩織, しきじょう しおり)
Kanzaki Takanori (神崎孝則, かんざき たかのり)
Lồng tiếng bởi: Endō Akifumi
Asaoka Riho (朝岡りほ, あさおか りほ)
ZIGURAGHI (ジグラギ)
Bow Ditama (ぢたま(某))
Lồng tiếng bởi: Bow Ditama
Narration (ナレーター)
Masa (マサ)
Lồng tiếng bởi: Īda Toshinobu
Nobu (ノブ)
Lồng tiếng bởi: Katsuragi Masanori
Wawaoya (母親, ははおや)
Lồng tiếng bởi: Noto Mamiko
Akari (あかり)
Lồng tiếng bởi: Kaneda Tomoko

## Truyền thông

### Manga
Mahoromatic được viết bởi Nakayama Bunjūrō và Bow Ditama minh họa. Loạt manga này đã đăng trên tạp chí dành cho seinen là Comic Gum từ ngày 10 tháng 10 năm 1999 đến ngày 05 tháng 12 năm 2004. Các chương sau đó được tập hợp lại và phát hành thành 8 tankōbon.
Loạt manga cũng đã được dịch ra thành nhiều thứ tiếng và phát hành ở các nước khác nhau. Tokyopop đã đăng ký bản quyền phiên bản tiếng Anh của loạt manga để phát hành ở thị trường quốc tế và Bắc Mỹ, Madman Entertainment thì đăng ký phiên bản tại Úc và New Zealand, Carlsen Verlag đăng ký tại Đức, Editorial Ivréa đăng ký tại Tây Ban Nha, Freebooks tại Ý và Sharp Point Press tại Đài Loan.

### Sách
WANI BOOKS đã phát hành một quyển sách hình có tựa Mahoromatic VISUAL BOOK (まほろまてぃっく VISUAL BOOK) vào ngày 30 tháng 2 năm 2002. Sách có chứa nhiều hình ảnh phác thảo của manga và anime, một áp phích hai mặt cùng các bài phỏng vấn.
WANI BOOKS cũng phát hành một quyển sách hình khác có tựa Mahoromatic ~Motto Utsukushii Mono~ VISUAL BOOK (まほろまてぃっく 〜もっと美しいもの〜 VISUAL BOOK) vào ngày 12 tháng 9 năm 2003. Cuốn sách này tổng hợp các hình đăng trên các tạp chí cũng như có một mẫu ngoại truyện, một số thông tin chưa từng công bố trước đó cùng buổi phỏng vấn người thiết kế nhân vật cho chuyển thể anime...
GAINAX đã phát hành một bộ ba tập tổng hợp những hình vẽ phát họa khi thực hiện các chuyển thể anime cho tác phẩm có tựa Mahoromatic Anime Genga-shū (まほろまてぃっく アニメーション原画集) từ ngày 19 tháng 4 năm 2002 đến ngày 28 tháng 12 năm 2003.
WANI BOOKS đã phát hành một bộ lịch với chủ đề Mahoromatic năm 2004 có tựa Mahoromatic Himekuri Calendar 2004 (まほろまてぃっく 日めくりカレンダー2004) vào ngày 25 tháng 11 năm 2003.
Một quyền sách hướng dẫn cho trò Mahoromatic ☆ Adventure có tựa Mahoromatic ☆ Adventure Kōshiki Guide Book ~ PC Games mo Tanoshinde Ikimasshoi! (まほろまてぃっく☆あどべんちゃー 公式ガイドブック 〜PCゲームも楽しんでいきまっしょい!〜) cũng đã được WANI BOOKS phát hành vào ngày 25 tháng 7 năm 2003. Đây là quyển sách hướng dẫn chi tiết với việc giải thích thiết lập của hệ thống cùng nhiều hình ảnh trong trò chơi.
WANI BOOKS sau đó đã tiếp tục phát hành một quyển sách hướng dẫn có tựa Mahoromatic Moetto≠Kirakira Maid-san. Kōshiki Guide Book Kanzen Kōryaku Shinaito Ikenai to Omoimasu! (まほろまてぃっく 萌っと≠きらきらメイドさん。 公式ガイドブック 完全攻略しないといけないと思います) vào ngày 25 tháng 8 năm 2003. Đây là quyển sách hướng dẫn chi tiết trò Mahoromatic Moetto≠Kirakira Maid-san. với việc giải thích thiết lập của hệ thống cùng nhiều hình ảnh trong trò chơi.
Trước đó một quyển sách có tựa Minna de Mahoro-san(!?)Minna ga Sukina Maid-san (みんなでまほろさん（！？）みんなが好きなメイドさん) đã được WANI BOOKS phát hành vào ngày 15 tháng 8 năm 2003. Đây là quyển sách tập hợp các hình vẽ doujin của nhiều tác giả khác nhau và chỉ bán trong sự kiện Comiket tổ chức trong mùa hè năm 2003.

### Anime
Gainax và Shaft đã hợp tác để thực hiện chuyển thể anime cho loạt manga. Bộ anime đầu đã phát sóng tại Nhật Bản từ ngày 10 tháng 9 năm 2001 đến ngày 28 tháng 1 năm 2002 với 12 tập. Bộ anime này đã được đăng ký bản quyền bởi các nhà phân phối với các ngôn ngữ khác nhau như Geneon Entertainment đã đăng ký bản quyền phiên bản tiếng Anh để phát hành tại thị trường Bắc Mỹ nhưng sau đó đã chuyển bản quyền sang cho Sentai Filmworks, ADV Films đăng ký phân phối tại Đức, Madman Entertainment đăng ký tại Úc và New Zealand, Kaze đăng ký tại Pháp, Kaze Animation S.A. đăng ký tại Hà Lan, MC Entertainment đăng ký tại Nga và Proware Multimedia International đăng ký tại Đài Loan.
Bộ anime thứ hai có tựa Mahoromatic ~Motto Utsukushii Mono~ (まほろまてぃっく～もっと美しいもの～) cũng đã được thực hiện và phát sóng tại Nhật Bản từ ngày 26 tháng 9 năm 2002 đến ngày 16 tháng 1 năm 2003. Sentai Filmworks đang giữ bản quyền phát hành phiên ản tiếng Anh của bộ anime này tại Bắc Mỹ, Madman Entertainment đăng ký bản quyền phân phối tại Úc và New Zealand, MVM đăng ký tại Anh và Proware Multimedia International đăng ký tại Đài Loan.
Gainax cũng đã tự thực hiện 3 tập thêm với sự đạo diễn của Saeki Shouji và phát sóng trên truyền hình. Tập thêm đầu tiên có tựa Mahoromatic Natsu no TV Special (まほろまてぃっく 夏のTVスペシャル) đã phát sóng trên kênh BS-i vào ngày 15 tháng 8 năm 2003. Geneon Entertainment đã đăng ký bản quyền phiên bản tiếng Anh của tập này để phát hành tại thị trường Bắc Mỹ nhưng đã chuyển quyền phân phối cho Sentai Filmworks, Madman Entertainment đăng ký bản quyền phân phối tại Úc và New Zealand còn Proware Multimedia International đăng ký bản quyền phát hành tại Đài Loan.
Hai tập thêm thứ hai có tên Mahoromatic Tadaima◇Okaeri (まほろまてぃっく ただいま◇おかえり) đã phát sóng trong hai ngày là ngày 17 tháng 10 và ngày 24 tháng 10 năm 2009 cũng trên kênh BS-i. Sentai Filmworks đã đăng ký bản quyền phiên bản tiếng Anh của tập này để phát hành tại thị trường Bắc Mỹ, Madman Entertainment đã đăng ký bản quyền phân phối tại Úc và New Zealand còn Proware Multimedia International đăng ký bản quyền phát hành tại Đài Loan.

### Radio
Một chương trình phát thanh drama có tựa Radio・Pioneer ~Mahoro DE Hōsōkyoku~ (ラジオ・パイオニア 〜まほろDE放送局〜) đã được thực hiện và phát sóng trên đài kỹ thuật số BSQR489 từ ngày 04 tháng 4 đến ngày 26 tháng 9 năm 2002 nhưng sau đó một chương trình thêm trong loạt này cũng đã phát sóng vào 03 tháng 10 năm 2002. Hai nhân vật chính là Tōdōriki Rin và Shikijō Saori. Một đĩa drama CD tập hợp 12 chương trình của loạt đã phát hành vào ngày 26 tháng 9 năm 2002.
Một chương trình khác có tựa Radio・Pioneer ~Mahoro DE Hōsōkyoku~ Fukkatsu no hi (ラジオ・パイオニア 〜まほろDE放送局〜 復活の日) phát sóng trong ngày 14 tháng 8 năm 2003 với hai người dẫn chương trình cũng là hai nhân vật Tōdōriki Rin và Shikijō Saori.

### Radio Internet
Một chương trình phát thanh trên mạng có tựa RADIO Mahoromatic Tadaima ◆ Okaeri (RADIOまほろまてぃっく ただいま◆おかえり) đã được thực hiện và phát trên trang của RONDO・ROBE （ロンド・ローブ) trong hai ngày 27 tháng 4 năm 2002 và ngày 29 tháng 12 năm 2002. Chương trình do hai nhân vật Andō Minawa và Andō Mahoro làm người dẫn chương trình. Chương trình nói về phần hậu trường của chương trình phát thanh Mahoro DE Hōsōkyoku cùng việc thực hiện quay DVD buổi hòa nhạc do các diễn viên lồng tiếng trình bày có tên Mahoromatic Live! & Music Clips (まほろまてぃっく らいぶ!&Music Clips).

### Trò chơi điện tử
Konami đã thực hiện chuyển thể trò chơi điện tử có tựa Mahoromatic Moetto≠Kirakira Maid-san. (まほろまてぃっく 萌っと≠きらきらメイドさん。) cho hệ PlayStation 2 vào ngày 31 tháng 7 năm 2003. Người chơi sẽ vào vai nhân vật chính tham gia vào trại hè cùng với các bạn học dưới dạng ôn lại các kỷ niệm và tùy vào lựa chọn trong việc lên kế hoạch hoạt động mà cốt truyện (kỷ niệm) sẽ diễn tiến khác nhau.
Gainax cũng phát hành một chuyển thể cho hệ máy tính cá nhân có tựa Mahoromatic ☆ Adventure (まほろまてぃっく☆あどべんちゃー) phát hành ngày 25 tháng 7 năm 2003. Trò chơi này giống như một ngoại truyện thay vì Mahoro là một người máy sắp hết thời gian hoạt động thì cô có thể là một mahō shōjo hay kunoichi hoặc con gái của một nhà tài phiệt giàu sụ... tùy theo lựa chọn của người chơi và tùy theo lựa chọn mà cốt truyện sẽ diễn tiến khác nhau. Trò chơi có sự tham gia thực hiện của đạo diễn nhóm làm loạt anime việc lồng tiếng cũng được thực hiện đầy đủ.
Gainax cũng phát triển các trò chơi nhỏ cho điện thoại di động sử dụng flash như O Bentō Panic (お弁当パニック), Mahoromatic MISSILE RUN!. (まほろまてぃっくMISSILE RUN!。), Mahoko no Eitango (まほ子の英単語), Mahoro poipoi kingyosukui! (まほろポイポイ金魚すくい!).

### Phần mềm ứng dụng
Ngoài trò chơi điện tử thì Gainax cũng phát triển các phần mềm ứng dụng dựa trên đề tài của tác phẩm như Mahoromatic Digital Maiden (まほろまてぃっく Digital Maiden) 1, 2 và 3, là bộ các ứng dụng hỗ trợ màn hình với nhiều hình nền, icon... được làm từ loạt anime với nhiều mẫu giọng của các nhân vật cũng như một số trò chơi nhỏ. Sau đó là Mahoromatic Digital Maiden Completion (まほろまてぃっく Digital Maiden こんぷり〜と) 1 và 2, cũng giống như bộ các ứng dụng hỗ trợ màn hình trước đó nhưng lấy đề tài của bộ anime thứ hai là Motto Utsukushii Mono. Ứng dụng Typing Mahoromatic type Jōzuna Maid-san (タイピング まほろまてぃっく タイプじょうずなメイドさん) đước thực hiện và phát hành như một chương trình dùng để tập đánh máy và chương trình Mahoro DE-mail (まほろDEメール) dùng để hỗ trợ quản lý hộp thư điện tử.
Gainax cũng phát triển các ứng dụng cho flash trên điện thoại di động của chương trình Mahoro DE-mail (まほろDEメール).

### Âm nhạc
Bộ anime thứ nhất có hai bài hát chủ đề, một mở đầu và một kết thúc. Bài hát mở đầu có tên Kaerimichi (かえりみち) do Kawasumi Ayako trình bày bài hát kết thúc có tên Mahoro DE Mambo (まほろDEまんぼー) do Triomatic trình bày. hai bài hát này đã phát hành trong hai album chứa các bản nhạc dùng trong bộ anime vào ngày 22 tháng 11 năm 2001 và 22 tháng 2 năm 2002.
Ba đĩa chứa các bài hát do các nhân vật trình bày cũng như một số đoạn drama đã phát hành vào ngày 21 tháng 12 năm 2001. Một album chứa các bài hát do các nhân vật trình bày đã phát hành vào ngày 01 tháng 4 năm 2002 và một album khác phát hành vào ngày 06 tháng 9 năm 2002.
| Mahoromatic Ongaku-hen 1 (まほろまてぃっく 音楽編1) | Mahoromatic Ongaku-hen 1 (まほろまてぃっく 音楽編1)                                                                                      | Mahoromatic Ongaku-hen 1 (まほろまてぃっく 音楽編1) |
| STT                                                 | Nhan đề | Thời lượng                                          |
| --------------------------------------------------- | --- | --------------------------------------------------- |
| 1.                                                  | "Kaerimichi (かえりみち)" | 3:50                                                |
| 2.                                                  | "Eye Catch (アイキャッチ)" | 0:14                                                |
| 3.                                                  | "Vesper no Idai Naru Senshi (ヴェスパーの偉大なる戦士)"                                                                                  | 1:16                                                |
| 4.                                                  | "Hai, Sorega Watashi desu (はい、それが私です)"                                                                                          | 1:55                                                |
| 5.                                                  | "Misato Suguru ・ Chuugakusei ・ Hitorigurashi (美里優・中学生・一人暮らし)"                                                             | 1:49                                                |
| 6.                                                  | "Maid-san ga Yatte Kita (メイドさんがやって来た)"                                                                                        | 1:53                                                |
| 7.                                                  | "Haha no Nukumori (母のぬくもり)" | 2:15                                                |
| 8.                                                  | "Saigo no Negai (最後の願い)" | 2:09                                                |
| 9.                                                  | "Trouble Hassei! (トラブル発生!)" | 2:11                                                |
| 10.                                                 | "Hot Hitoiki (ホッと一息)" | 2:01                                                |
| 11.                                                 | "2 nen 4 Gumi no Minasan (2年4組のみなさん)"                                                                                             | 2:29                                                |
| 12.                                                 | "Jokyoushi・Shikijou Saori (25 sai) (女教師・式条沙織(25歳))"                                                                            | 1:44                                                |
| 13.                                                 | "Shikijou no Eroero・Part 1 (Hiru no bu) (式条のエロエロ・パート1(昼の部))"                                                              | 1:10                                                |
| 14.                                                 | "Ecchi na no wa Ikenai to Omoimasu! (えっちなのはいけないと思います!)"                                                                   | 1:20                                                |
| 15.                                                 | "Shikijou no Eroero・Part 2 (Yoru no bu) (式条のエロエロ・パート2(夜の部))"                                                              | 1:29                                                |
| 16.                                                 | "Choukyou Bikemono VS Tsurupeta Maid ・ Hateshinaki Tatakai (調教美獣 VS つるべたメイド・果てしなき戦い)"                                | 1:47                                                |
| 17.                                                 | "Sou! Sou! Sou! (騒!騒!騒!)" | 1:40                                                |
| 18.                                                 | "Anno Komusume ga! Chigire Tobuka to... (あんの小娘がっ!千切れ飛ぶかと…)"                                                                | 0:57                                                |
| 19.                                                 | "Engawa Nite (縁側にて)" | 2:32                                                |
| 20.                                                 | "Saigo no Negai (Variation) (最後の願い(バリエーション))"                                                                                | 2:11                                                |
| 21.                                                 | "Tanoshimi wa Senjou no Anata ni (悲しみは戦場の彼方に)"                                                                                 | 1:56                                                |
| 22.                                                 | "Ayamachi no Kioku (あやまちの記憶)" | 1:51                                                |
| 23.                                                 | "Ajisai no Saku Niwa de (Instrumental) (紫陽花の咲く庭で(Instrumental))"                                                                 | 2:14                                                |
| 24.                                                 | "Nokosareta Toki (残された時間)" | 2:03                                                |
| 25.                                                 | "Mahoro DE Mambo (まほろDEまんぼー)" | 3:52                                                |
| 26.                                                 | "Kaerimichi (Original・Karaoke) (かえりみち(オリジナル・カラオケ))"                                                                      | 3:52                                                |
| 27.                                                 | "Mahoro DE Mambo (Original・Karaoke) (まほろDEまんぼー(オリジナル・カラオケ))"                                                           | 3:51                                                |
| 28.                                                 | "Mahoro-san, Mezamashi Call (Omake Message) (まほろさん、目覚ましコール(おまけメッセージ))"                                              | 0:14                                                |
| 29.                                                 | "Mahoro-san, Oyasumi Iyashi Call (Omake Message) (まほろさん、おやすみ癒しコール(おまけメッセージ))"                                     | 0:18                                                |
| 30.                                                 | "Mahoro-san, Rusuden Call (Omake Message) (まほろさん、留守電コール(おまけメッセージ))"                                                  | 0:13                                                |
| 31.                                                 | "Mahoro-san, Cup Ramen Timer (Omake Message) (まほろさん、カップラーメンタイマー(おまけメッセージ))"                                     | 3:10                                                |
| 32.                                                 | ""Ecchi na no wa Ikenai to Omoimasu" Godankai Katsuyou (Omake Message) (「えっちなのはいけないと思います」五段階活用(おまけメッセージ))" | 0:46                                                |
| Tổng thời lượng:                                    | Tổng thời lượng: | 1:01:12                                             |

| Mahoromatic Ongaku-hen 2 (まほろまてぃっく 音楽編2) | Mahoromatic Ongaku-hen 2 (まほろまてぃっく 音楽編2) | Mahoromatic Ongaku-hen 2 (まほろまてぃっく 音楽編2) |
| STT                                                 | Nhan đề | Thời lượng                                          |
| --------------------------------------------------- | --- | --------------------------------------------------- |
| 1.                                                  | "WARNING!" | 1:27                                                |
| 2.                                                  | "Me ga... Mienai! (目が…見えない!)" | 0:58                                                |
| 3.                                                  | "Kyoufu to Senritsu no Ichi Hitoya (恐怖と戦慄の一夜)" | 0:08                                                |
| 4.                                                  | "Akeda dai yon Chuugaku no Kyuu Fushigi wo Kenshou Seyo! (緋立第四中学の九不思議を検証せよ!)" | 1:20                                                |
| 5.                                                  | ""Sekishu no Andou-san" (「赤毛の安藤さん」)" | 1:25                                                |
| 6.                                                  | "Support Mecha: V1046R9 - SLASH ZERO (サポートメカ: V1046R9 - SLASH ZERO)" | 1:41                                                |
| 7.                                                  | "Ryuuga Sensei Toujou (流河先生登場)" | 1:36                                                |
| 8.                                                  | "Ryuuga VS Mahoro & Slash (リューガVSまほろ&スラッシュ)" | 1:53                                                |
| 9.                                                  | "Giwaku (疑惑)" | 0:46                                                |
| 10.                                                 | "Kakushin, Soshite Chuukoku. (確信、そして忠告。)" | 2:35                                                |
| 11.                                                 | "Souda, Ki ni Noborou.... (そうだ、木に登ろう…。)" | 1:46                                                |
| 12.                                                 | "Shukumei no Taiji Part. 1 (宿命の対峙 Prat.1)" | 2:29                                                |
| 13.                                                 | "Shukumei no Taiji Part. 2 (宿命の対峙 Prat.2)" | 3:08                                                |
| 14.                                                 | "Maarui Otsuki-sama (まあるいお月さま)" | 3:19                                                |
| 15.                                                 | "Maid-san tte Suteki desu (メイドさんって素敵です)" | 3:40                                                |
| 16.                                                 | "Ajisai no Saku Niwa de (紫陽花の咲く庭で)" | 2:16                                                |
| 17.                                                 | "Mahoromatic ~Automatic Maiden~ Gaiden Dai 5 shou "Kyou mo Genki na Maid-san" dai 3.5 wa "Oomisoka Oosouji Ooshoubu" Dai ichi maku (まほろまってく ～Automatic Maiden～ 外伝 第5章「今日も元気なメイドさん」 第3.5話「大晦日大掃除大勝負」 第一幕)" | 5:52                                                |
| 18.                                                 | "Mahoromatic ~Automatic Maiden~ Gaiden Dai 5 shou "Kyou mo Genki na Maid-san" dai 3.5 wa "Oomisoka Oosouji Ooshoubu" Dai ni maku (まほろまってく ～Automatic Maiden～ 外伝 第5章「今日も元気なメイドさん」 第3.5話「大晦日大掃除大勝負」 第二幕)"   | 7:38                                                |
| 19.                                                 | "Mahoromatic ~Automatic Maiden~ Gaiden Dai 5 shou "Kyou mo Genki na Maid-san" dai 3.5 wa "Oomisoka Oosouji Ooshoubu" Dai san maku (まほろまってく ～Automatic Maiden～ 外伝 第5章「今日も元気なメイドさん」 第3.5話「大晦日大掃除大勝負」 第三幕)"  | 6:50                                                |
| 20.                                                 | "Mahoromatic ~Automatic Maiden~ Gaiden Dai 5 shou "Kyou mo Genki na Maid-san" dai 3.5 wa "Oomisoka Oosouji Ooshoubu" Dai yon maku (まほろまってく ～Automatic Maiden～ 外伝 第5章「今日も元気なメイドさん」 第3.5話「大晦日大掃除大勝負」 第四幕)"  | 2:37                                                |
| 21.                                                 | "Mahoromatic ~Automatic Maiden~ Gaiden Dai 5 shou "Kyou mo Genki na Maid-san" dai 3.5 wa "Oomisoka Oosouji Ooshoubu" Heimaku (まほろまってく ～Automatic Maiden～ 外伝 第5章「今日も元気なメイドさん」 第3.5話「大晦日大掃除大勝負」 閉幕)"         | 1:39                                                |
| Tổng thời lượng:                                    | Tổng thời lượng: | 55:03                                               |

| Mahoromatic CD Dramatic 1 (まほろまてぃっく CDどらまてぃっく1) | Mahoromatic CD Dramatic 1 (まほろまてぃっく CDどらまてぃっく1) | Mahoromatic CD Dramatic 1 (まほろまてぃっく CDどらまてぃっく1) |
| STT                                                            | Nhan đề | Thời lượng                                                     |
| -------------------------------------------------------------- | --- | -------------------------------------------------------------- |
| 1.                                                             | "Maid no Kokoro (メイドのココロ)" | 3:52                                                           |
| 2.                                                             | "Mahoromatic Marmaroma Nikki・Sono 1 "Mahoro-san no Tsuitachi" (まほろまてぃっく まろまろま日記・その1 「まほろさんの一日」)"                                                  | 14:04                                                          |
| 3.                                                             | "Oh! Happiness (おお! ハピネス)" | 3:43                                                           |
| 4.                                                             | "Kuro Mahoromatic Konna Ohanashi Hai Ke nai to Omoimasu・Sono 1 "Shinkonhan Irasshai" (黒まほろまてぃっく こんなおはなしはいけないと思います・その1 「新婚はんいらっしゃい」)" | 10:12                                                          |
| 5.                                                             | "Character Message (キャラクターメッセージ)" | 5:41                                                           |
| 6.                                                             | "Maid no Kokoro (Original・Karaoke) (メイドのココロ (オリジナル・カラオケ))"                                                                                                   | 3:51                                                           |
| 7.                                                             | "Oh! Happiness (Original・Karaoke) (おお! ハピネス (オリジナル・カラオケ))" | 3:42                                                           |
| Tổng thời lượng:                                               | Tổng thời lượng: | 45:05                                                          |

| Mahoromatic CD Dramatic 2 (まほろまてぃっく CDどらまてぃっく2) | Mahoromatic CD Dramatic 2 (まほろまてぃっく CDどらまてぃっく2) | Mahoromatic CD Dramatic 2 (まほろまてぃっく CDどらまてぃっく2) |
| STT                                                            | Nhan đề | Thời lượng                                                     |
| -------------------------------------------------------------- | --- | -------------------------------------------------------------- |
| 1.                                                             | "Tenko Mori Love Tengoku (てんこもりLOVE天国)" | 3:32                                                           |
| 2.                                                             | "Mahoromatic Marmaroma Nikki・Sono 2 "Sakura yue Ikou" (まほろまてぃっく まろまろま日記・その2 「さくら湯へ行こう!!」)"                                                                   | 14:36                                                          |
| 3.                                                             | "Waki・Spotlight (脇・スポットライト)" | 3:35                                                           |
| 4.                                                             | "Kuro Mahoromatic Konna Ohanashi Hai Ke nai to Omoimasu・Sono 2 "Capsule IN Mahoromatic" (黒まほろまてぃっく こんなおはなしはいけないと思います・その2 「カプセル IN まほろまてぃっく」)" | 10:46                                                          |
| 5.                                                             | "Character Message (キャラクターメッセージ)" | 4:17                                                           |
| 6.                                                             | "Tenko Mori Love Tengoku (Original・Karaoke) (てんこもりLOVE天国 (オリジナル・カラオケ))"                                                                                                 | 3:32                                                           |
| 7.                                                             | "Waki・Spotlight (Original・Karaoke) (脇・スポットライト (オリジナル・カラオケ))" | 3:24                                                           |
| Tổng thời lượng:                                               | Tổng thời lượng: | 43:42                                                          |

| Mahoromatic CD Dramatic 3 (まほろまてぃっく CDどらまてぃっく3) | Mahoromatic CD Dramatic 3 (まほろまてぃっく CDどらまてぃっく3) | Mahoromatic CD Dramatic 3 (まほろまてぃっく CDどらまてぃっく3) |
| STT                                                            | Nhan đề | Thời lượng                                                     |
| -------------------------------------------------------------- | --- | -------------------------------------------------------------- |
| 1.                                                             | "Hon・Fuwa・Shushu (ぽん・ふわ・しゅっしゅ)" | 3:36                                                           |
| 2.                                                             | "Mahoromatic Marmaroma Nikki・Sono 3 "Happy Birthday Yu!!" (まほろまてぃっく まろまろま日記・その3 「ハッピーバースデー優!!」)"                                                              | 15:39                                                          |
| 3.                                                             | "Kan Chigaihouken ~Atashi Ryu~ (カン治外法権 ～アタシ流～)" | 3:55                                                           |
| 4.                                                             | "Kuro Mahoromatic Konna Ohanashi Hai Ke nai to Omoimasu・Sono 3 "Ecchi-na no wa īto Omoimasu" (黒まほろまてぃっく こんなおはなしはいけないと思います・その3 「えっちなのはいいと思います」)" | 9:58                                                           |
| 5.                                                             | "Character Message (キャラクターメッセージ)" | 6:01                                                           |
| 6.                                                             | "Hon・Fuwa・Shushu (Original・Karaoke) (ぽん・ふわ・しゅっしゅ (オリジナル・カラオケ))" | 3:35                                                           |
| 7.                                                             | "Kan Chigaihouken ~Atashi Ryu~ (Original・Karaoke) (カン治外法権 ～アタシ流～ (オリジナル・カラオケ))"                                                                                       | 3:55                                                           |
| Tổng thời lượng:                                               | Tổng thời lượng: | 46:39                                                          |

| アフタースクール after school | アフタースクール after school                                                                   | アフタースクール after school |
| STT                           | Nhan đề                                                                                         | Thời lượng                    |
| ----------------------------- | ----------------------------------------------------------------------------------------------- | ----------------------------- |
| 1.                            | "アフタースクール after school"                                                                 | 3:30                          |
| 2.                            | "Ichi, ni, san, Peace! (いち、にの、さんっ、Peace!)"                                            | 3:22                          |
| 3.                            | "Toriomatic Debut Omedetou Message (とりおまてぃっくデビューおめでとうメッセージ)"              | 3:29                          |
| 4.                            | "Afterschool (Original・Karaoke) (アフタースクール after school (オリジナル・カラオケ))"        | 3:30                          |
| 5.                            | "Ichi, ni, san, Peace! (Original・Karaoke) (いち、にの、さんっ、Peace! (オリジナル・カラオケ))" | 3:22                          |
| 6.                            | "Mahoro de Manbo (Ukiuki Hip-Hop version) (まほろDEまんぼー (ウキウキ Hip-Hop VERSION))"        | 3:37                          |
| 7.                            | "Mahoro de Manbo (TV size) (まほろDEまんぼー (TVサイズ))"                                       | 1:34                          |
| Tổng thời lượng:              | Tổng thời lượng:                                                                                | 46:39                         |

| Trio de Ikou ♪ (とりおでいこう♪) | Trio de Ikou ♪ (とりおでいこう♪)                                               | Trio de Ikou ♪ (とりおでいこう♪) |
| STT                              | Nhan đề                                                                        | Thời lượng                       |
| -------------------------------- | ------------------------------------------------------------------------------ | -------------------------------- |
| 1.                               | "Chanoma de cha cha cha (茶の間でチャチャチャ)"                                | 3:47                             |
| 2.                               | "Wonderful ni Special de Beautiful! (ワンダフルにスペシャルでビューティフル!)" | 3:33                             |
| 3.                               | "アフタースクール after school"                                                | 3:30                             |
| 4.                               | ""Chou" no Tsuku Onna (「長」 のつく女)"                                       | 3:09                             |
| 5.                               | "Yuujou < Aijou ((友情＜愛情 (ゆうじょうよりあいじょう))"                      | 3:56                             |
| 6.                               | "Tabechai tai no (食べちゃいたいの)"                                           | 3:38                             |
| 7.                               | "Tenkomori Love Tengoku (てんこもりLOVE天国)"                                  | 3:33                             |
| 8.                               | "Koe o Soroete... (声をそろえて…)"                                             | 4:25                             |
| 9.                               | "Mahoro DE Mambo (まほろDEまんぼー)"                                           | 3:49                             |
| Tổng thời lượng:                 | Tổng thời lượng:                                                               | 33:20                            |

Bộ anime thứ hai cũng có hai bài hát chủ đề, một mở đầu và một kết thúc. Bài hát mở đầu có tên So・le・i・l (そ・れ・い・ゆ) do Kawasumi Ayako trình bày, bài hát kết thúc có tên Triomatic RAN ran Ran ♪ (とりおまてぃっく ラン らん 乱♪) do Triomatic trình bày. Cả hai bài hát cũng đã phát hành trong album chứa các bản nhạc dùng trong bộ anime vào ngày 06 tháng 12 năm 2002, album này có hai phiên bản giới hạn và bình thường, phiên bản giới hạn đính kèm một hộp rỗng có thể chứa 5 đĩa phiên bản DVD của bộ anime.
Hai album chứa các bài hát do hai nhân vật nữ chính trình bày đã phát hành vào ngày 21 tháng 12 năm 2002, hai album này cũng chứa các đoạn drama. Hai album khác chứa các bài hát do các nhân vật trình bày đã phát hành vào ngày 26 tháng 3 năm 2003.
| Mahoromatic ~Motto Utsukushi Mono~ Ongaku-hen (まほろまてぃっく～もっと美しいもの～ 音楽編) | Mahoromatic ~Motto Utsukushi Mono~ Ongaku-hen (まほろまてぃっく～もっと美しいもの～ 音楽編)                   | Mahoromatic ~Motto Utsukushi Mono~ Ongaku-hen (まほろまてぃっく～もっと美しいもの～ 音楽編) |
| STT                                                                                         | Nhan đề | Thời lượng                                                                                  |
| ------------------------------------------------------------------------------------------- | --- | ------------------------------------------------------------------------------------------- |
| 1.                                                                                          | "So・le・i・l (そ・れ・い・ゆ)"                                                                               | 3:48                                                                                        |
| 2.                                                                                          | "Imouto ga Dekimashita. (妹ができました。)"                                                                   | 1:59                                                                                        |
| 3.                                                                                          | "Yoroshiku Onegai Shimasu. (よろしくお願いします。)"                                                          | 2:08                                                                                        |
| 4.                                                                                          | "Hajimete no Koto Bakari de... (はじめてのことばかりで…)"                                                     | 1:10                                                                                        |
| 5.                                                                                          | "Gomen'nasai (ごめんなさい)"                                                                                  | 1:26                                                                                        |
| 6.                                                                                          | "CODE #370"                                                                                                   | 1:32                                                                                        |
| 7.                                                                                          | "Regular jin mo Kenzai!? (レギュラー陣も健在!?)"                                                              | 1:34                                                                                        |
| 8.                                                                                          | "Kanrisha (The Keeper) (管理者 (THE KEEPER))"                                                                 | 2:06                                                                                        |
| 9.                                                                                          | "Motto Utsukushii Mono... (もっと美しいもの…)"                                                                | 2:39                                                                                        |
| 10.                                                                                         | "For The New Generation Part.1"                                                                               | 3:13                                                                                        |
| 11.                                                                                         | "For The New Generation Part.2"                                                                               | 2:49                                                                                        |
| 12.                                                                                         | "For The New Generation Part.3"                                                                               | 2:21                                                                                        |
| 13.                                                                                         | "For The New Generation Part.4"                                                                               | 2:26                                                                                        |
| 14.                                                                                         | "So Long ～"                                                                                                  | 2:56                                                                                        |
| 15.                                                                                         | "Triomatic RAN ran Ran ♪ (とりおまてぃっく ラン らん 乱♪)"                                                    | 3:04                                                                                        |
| 16.                                                                                         | "So・le・i・l (Original・Karaoke) (そ・れ・い・ゆ (オリジナル・カラオケ))"                                    | 3:47                                                                                        |
| 17.                                                                                         | "Triomatic RAN ran Ran ♪ (Original・Karaoke) (とりおまてぃっく ラン らん 乱♪ (オリジナル・カラオケ))"         | 3:06                                                                                        |
| 18.                                                                                         | "Minawa-chan ~Motto Kikitai Mono~ <Omake Message> (みなわちゃん ～もっとききたいもの～ ＜おまけメッセージ＞)" | 0:05                                                                                        |
| 19.                                                                                         | "Minawa-chan ~Motto Kikitai Mono~ <Omake Message> (みなわちゃん ～もっとききたいもの～ ＜おまけメッセージ＞)" | 0:04                                                                                        |
| 20.                                                                                         | "Minawa-chan ~Motto Kikitai Mono~ <Omake Message> (みなわちゃん ～もっとききたいもの～ ＜おまけメッセージ＞)" | 0:05                                                                                        |
| 21.                                                                                         | "Minawa-chan ~Motto Kikitai Mono~ <Omake Message> (みなわちゃん ～もっとききたいもの～ ＜おまけメッセージ＞)" | 0:04                                                                                        |
| 22.                                                                                         | "Minawa-chan ~Motto Kikitai Mono~ <Omake Message> (みなわちゃん ～もっとききたいもの～ ＜おまけメッセージ＞)" | 0:05                                                                                        |
| 23.                                                                                         | "Minawa-chan ~Motto Kikitai Mono~ <Omake Message> (みなわちゃん ～もっとききたいもの～ ＜おまけメッセージ＞)" | 0:04                                                                                        |
| 24.                                                                                         | "Minawa-chan ~Motto Kikitai Mono~ <Omake Message> (みなわちゃん ～もっとききたいもの～ ＜おまけメッセージ＞)" | 0:05                                                                                        |
| 25.                                                                                         | "Minawa-chan ~Motto Kikitai Mono~ <Omake Message> (みなわちゃん ～もっとききたいもの～ ＜おまけメッセージ＞)" | 0:04                                                                                        |
| 26.                                                                                         | "Minawa-chan ~Motto Kikitai Mono~ <Omake Message> (みなわちゃん ～もっとききたいもの～ ＜おまけメッセージ＞)" | 2:33                                                                                        |
| 27.                                                                                         | "Minawa-chan ~Motto Kikitai Mono~ <Omake Message> (みなわちゃん ～もっとききたいもの～ ＜おまけメッセージ＞)" | 0:05                                                                                        |
| 28.                                                                                         | "Minawa-chan ~Motto Kikitai Mono~ <Omake Message> (みなわちゃん ～もっとききたいもの～ ＜おまけメッセージ＞)" | 0:04                                                                                        |
| 29.                                                                                         | "Minawa-chan ~Motto Kikitai Mono~ <Omake Message> (みなわちゃん ～もっとききたいもの～ ＜おまけメッセージ＞)" | 0:05                                                                                        |
| 30.                                                                                         | "Minawa-chan ~Motto Kikitai Mono~ <Omake Message> (みなわちゃん ～もっとききたいもの～ ＜おまけメッセージ＞)" | 0:05                                                                                        |
| 31.                                                                                         | "Minawa-chan ~Motto Kikitai Mono~ <Omake Message> (みなわちゃん ～もっとききたいもの～ ＜おまけメッセージ＞)" | 0:05                                                                                        |
| 32.                                                                                         | "Minawa-chan ~Motto Kikitai Mono~ <Omake Message> (みなわちゃん ～もっとききたいもの～ ＜おまけメッセージ＞)" | 0:07                                                                                        |
| 33.                                                                                         | "Minawa-chan ~Motto Kikitai Mono~ <Omake Message> (みなわちゃん ～もっとききたいもの～ ＜おまけメッセージ＞)" | 0:14                                                                                        |
| 34.                                                                                         | "Minawa-chan ~Motto Kikitai Mono~ <Omake Message> (みなわちゃん ～もっとききたいもの～ ＜おまけメッセージ＞)" | 0:06                                                                                        |
| 35.                                                                                         | "Minawa-chan ~Motto Kikitai Mono~ <Omake Message> (みなわちゃん ～もっとききたいもの～ ＜おまけメッセージ＞)" | 0:09                                                                                        |
| 36.                                                                                         | "Minawa-chan ~Motto Kikitai Mono~ <Omake Message> (みなわちゃん ～もっとききたいもの～ ＜おまけメッセージ＞)" | 0:07                                                                                        |
| 37.                                                                                         | "Minawa-chan ~Motto Kikitai Mono~ <Omake Message> (みなわちゃん ～もっとききたいもの～ ＜おまけメッセージ＞)" | 0:12                                                                                        |
| 38.                                                                                         | "Minawa-chan ~Motto Kikitai Mono~ <Omake Message> (みなわちゃん ～もっとききたいもの～ ＜おまけメッセージ＞)" | 0:12                                                                                        |
| Tổng thời lượng:                                                                            | Tổng thời lượng:                                                                                              | 46:44                                                                                       |

| Mahoromatic ~Motto Utsukushii Mono~ Sound Party -Mahoro-ban- (まほろまてぃっく ～もっと美しいもの～ サウンドパーティ -まほろ盤ー) | Mahoromatic ~Motto Utsukushii Mono~ Sound Party -Mahoro-ban- (まほろまてぃっく ～もっと美しいもの～ サウンドパーティ -まほろ盤ー)                                    | Mahoromatic ~Motto Utsukushii Mono~ Sound Party -Mahoro-ban- (まほろまてぃっく ～もっと美しいもの～ サウンドパーティ -まほろ盤ー) |
| STT | Nhan đề | Thời lượng |
| --- | --- | --- |
| 1. | "Good morning (ぐっとモーニング)" | 3:49 |
| 2. | "Shishunki nante Tohoho no Ho (思春期なんてトホホのHo)" | 4:06 |
| 3. | "Kyou ha Watashi ga Okoshite A・ge・ru (今日はわたしが起こしてア・ゲ・ル)"                                                                                           | 4:13 |
| 4. | "Sound Party ~Motto Kikitai mono~ "Kangei! Misato-ka Goikkōsama・Side Mahoro-san" (サウンドパーティ ～もっと聞きたいもの～ 「歓迎!美里家ご一行様・Sideまほろさん」)" | 25:28 |
| 5. | "Good morning (Original・Karaoke) (ぐっとモーニング (オリジナル・カラオケ))"                                                                                         | 3:48 |
| 6. | "Shishunki nante Tohoho no Ho (Original・Karaoke) (思春期なんてトホホのHo (オリジナル・カラオケ))"                                                                   | 4:07 |
| 7. | "Kyou ha Watashi ga Okoshite A・ge・ru (Original・Karaoke) (今日はわたしが起こしてア・ゲ・ル (オリジナル・カラオケ))"                                                | 4:12 |
| Tổng thời lượng: | Tổng thời lượng: | 49:43 |

| Mahoromatic ~Motto Utsukushii Mono~ Sound Party -Minawa-ban- (まほろまてぃっく ～もっと美しいもの～ サウンドパーティ -みなわ盤ー) | Mahoromatic ~Motto Utsukushii Mono~ Sound Party -Minawa-ban- (まほろまてぃっく ～もっと美しいもの～ サウンドパーティ -みなわ盤ー)                                       | Mahoromatic ~Motto Utsukushii Mono~ Sound Party -Minawa-ban- (まほろまてぃっく ～もっと美しいもの～ サウンドパーティ -みなわ盤ー) |
| STT | Nhan đề | Thời lượng |
| --- | --- | --- |
| 1. | "Yoimono (よいもの)" | 3:48 |
| 2. | "Junjyokaren Ohoho no Ho! (純情可憐オホホのHo!)" | 3:24 |
| 3. | "Tomoyo, Oreno Mune de Nemure ~Tuxedo ha Yoru no Hogosyoku~ (友よ、オレの胸で眠れ ～タキシードは夜の保護色～)"                                                          | 3:31 |
| 4. | "Sound Party ~Motto Kikitai mono~ "Kangei! Misato-ka Goikkōsama・Side Minawa-chan" (サウンドパーティ ～もっと聞きたいもの～ 「歓迎!美里家ご一行様・Sideみなわちゃん」)" | 26:34 |
| 5. | "Yoimono (Original・Karaoke) (よいもの (オリジナル・カラオケ))" | 3:47 |
| 6. | "Junjyokaren Ohoho no Ho! (Original・Karaoke) (純情可憐オホホのHo! (オリジナル・カラオケ))"                                                                             | 3:24 |
| 7. | "Tomoyo, Oreno Mune de Nemure ~Tuxedo ha Yoru no Hogosyoku~ (Original・Karaoke) (友よ、オレの胸で眠れ ～タキシードは夜の保護色～ (オリジナル・カラオケ))"               | 3:30 |
| Tổng thời lượng: | Tổng thời lượng: | 47:58 |

| Mahoromatic ~Motto Utsukushii Mono~ Sound Maiden (まほろまてぃっく ～もっと美しいもの～ Sound Maiden) | Mahoromatic ~Motto Utsukushii Mono~ Sound Maiden (まほろまてぃっく ～もっと美しいもの～ Sound Maiden)                                                                                     | Mahoromatic ~Motto Utsukushii Mono~ Sound Maiden (まほろまてぃっく ～もっと美しいもの～ Sound Maiden) |
| STT                                                                                                   | Nhan đề | Thời lượng                                                                                            |
| --- | --- | --- |
| 1. | "Ocha ni Shimashou (お茶にしましょう)" | 3:43                                                                                                  |
| 2. | "Issho Dakara (いっしょだから)" | 5:15                                                                                                  |
| 3. | "Arigatou (「ありがとう」)" | 4:59                                                                                                  |
| 4. | "Mahoromatic ~Motto Utsukushii Mono~ Plus One "Toki wo Kakeru Maid-san...Toiuka Suguru-san?" (まほろまてぃっく ～もっと美しいもの～ プラスワン 『時をかけるメイドさん…というか優さん?』)" | 30:32                                                                                                 |
| 5. | "Ocha ni Shimashou (Original Karaoke-shū) (お茶にしましょう (オリジナルカラオケ集))" | 3:43                                                                                                  |
| 6. | "Issho Dakara (Original Karaoke-shū) (いっしょだから (オリジナルカラオケ集))" | 5:15                                                                                                  |
| 7. | "Arigatou (Original Karaoke-shū) (「ありがとう」 (オリジナルカラオケ集))" | 4:58                                                                                                  |
| 8. | "Maid-san Tte Suteki desu (Original Karaoke-shū) (メイドさんって素敵です (オリジナルカラオケ集))"                                                                                         | 3:42                                                                                                  |
| 9. | "Maid no Kokoro (Original Karaoke-shū) (メイドのココロ (オリジナルカラオケ集))" | 3:52                                                                                                  |
| 10.                                                                                                   | "Pon・Fuwa・Shusshu (Original Karaoke-shū) (ぽん・ふわ・しゅっしゅ (オリジナルカラオケ集))"                                                                                               | 3:36                                                                                                  |
| 11.                                                                                                   | "Maarui Otsuki-sama (Original Karaoke-shū) (まあるいお月さま (オリジナルカラオケ集))" | 3:21                                                                                                  |
| 12.                                                                                                   | "Good Morning (Original Karaoke-shū) (ぐっとモーニング (オリジナルカラオケ集))" | 3:48                                                                                                  |
| Tổng thời lượng:                                                                                      | Tổng thời lượng: | 1:16:44                                                                                               |

| Mahoromatic for Kawasumi Ayako (まほろまてぃっく for 川澄綾子) | Mahoromatic for Kawasumi Ayako (まほろまてぃっく for 川澄綾子) | Mahoromatic for Kawasumi Ayako (まほろまてぃっく for 川澄綾子) |
| STT                                                            | Nhan đề                                                        | Thời lượng                                                     |
| -------------------------------------------------------------- | -------------------------------------------------------------- | -------------------------------------------------------------- |
| 1.                                                             | "So・le・i・l (そ・れ・い・ゆ)"                                | 3:47                                                           |
| 2.                                                             | "Maid-san Tte Suteki desu (メイドさんって素敵です)"            | 3:41                                                           |
| 3.                                                             | "Good Morning (ぐっとモーニング)"                              | 3:48                                                           |
| 4.                                                             | "Maid no Kokoro (メイドのココロ)"                              | 3:53                                                           |
| 5.                                                             | "Ajisai no Saku niwa de (紫陽花の咲く庭で)"                    | 2:15                                                           |
| 6.                                                             | "Kokuhaku. (告白。)"                                           | 3:47                                                           |
| 7.                                                             | "Noushuku Kangen Mahoro desu (濃縮還元まほろです)"             | 3:30                                                           |
| 8.                                                             | "Pon・Fuwa・Shusshu (ぽん・ふわ・しゅっしゅ)"                  | 3:36                                                           |
| 9.                                                             | "Maarui Otsuki-sama (まあるいお月さま)"                        | 3:19                                                           |
| 10.                                                            | "Watashi no Shiawase (わたしのしあわせ)"                       | 4:20                                                           |
| 11.                                                            | "Kaerimichi (かえりみち)"                                      | 3:51                                                           |
| Tổng thời lượng:                                               | Tổng thời lượng:                                               | 39:47                                                          |

Tập đặc biệt thứ nhất Natsu có hai bài hát chủ đề, một mở đầu và một kết thúc. Bài hát mở đầu có tên So・le・i・l (そ・れ・い・ゆ) do Kawasumi Ayako trình bày, bài hát kết thúc có tên Hiryuu Musume HA! Date Ondo (緋立娘HA! 伊達音頭) do Triomatic và Minawa trình bày. Bài hát kết thúc đã phát hành trong album tổng hợp các bài hát của loạt anime vào ngày 23 tháng 12 năm 2009.
| Mahoromatic ★Best Selection★ (まほろまてぃっく ★Best Selection★) | Mahoromatic ★Best Selection★ (まほろまてぃっく ★Best Selection★)               | Mahoromatic ★Best Selection★ (まほろまてぃっく ★Best Selection★) |
| STT                                                              | Nhan đề                                                                        | Thời lượng                                                       |
| ---------------------------------------------------------------- | ------------------------------------------------------------------------------ | ---------------------------------------------------------------- |
| 1.                                                               | "Kaerimichi (かえりみち)"                                                      | 3:51                                                             |
| 2.                                                               | "Mahoro DE Mambo (まほろDEまんぼー)"                                           | 3:49                                                             |
| 3.                                                               | "So・le・i・l (そ・れ・い・ゆ)"                                                | 3:47                                                             |
| 4.                                                               | "Triomatic RAN ran Ran! (とりおまてぃっく ラン らん 乱!)"                      | 3:03                                                             |
| 5.                                                               | "Hiryuu Musume HA! Date Ondo (緋立娘HA! 伊達音頭)"                             | 3:10                                                             |
| 6.                                                               | "Tadaima no Kaze (ただいまの風)"                                               | 3:45                                                             |
| 7.                                                               | ""Ma" no Tsuku Boogie! (【ま】のつくブギ)"                                     | 2:29                                                             |
| 8.                                                               | "Maid no Kokoro (メイドのココロ)"                                              | 3:52                                                             |
| 9.                                                               | "Pon・Fuwa・Shusshu (ぽん・ふわ・しゅっしゅ)"                                  | 3:34                                                             |
| 10.                                                              | "Cha no Ma de Cha Cha Cha (茶の間でチャチャチャ)"                              | 3:45                                                             |
| 11.                                                              | "Wonderful ni Special de Beautiful! (ワンダフルにスペシャルでビューティフル!)" | 3:32                                                             |
| 12.                                                              | ""Chou" no Tsuku Onna (「長」のつく女)"                                        | 3:07                                                             |
| 13.                                                              | "Tabechaitai no (食べちゃいたいの)"                                            | 3:37                                                             |
| 14.                                                              | "アフタースクール after school"                                                | 3:28                                                             |
| 15.                                                              | "Shishunki nande Tohoho no Ho (思春期なんてトホホのHo)"                        | 4:04                                                             |
| 16.                                                              | "Waki・Spotlight (脇・スポットライト)"                                         | 3:35                                                             |
| 17.                                                              | "Junjou Karen Ohoho no Ho! (純情可憐オホホのHo!)"                              | 3:23                                                             |
| 18.                                                              | "Yoi Mono (よいもの)"                                                          | 3:47                                                             |
| 19.                                                              | "Ocha ni Shimashou (お茶にしましょう)"                                         | 3:42                                                             |
| 20.                                                              | "Issho Dakara (いっしょだから)"                                                | 5:14                                                             |
| 21.                                                              | "Maid-san Tte Suteki desu (メイドさんって素敵です)"                            | 3:41                                                             |
| 22.                                                              | "Ojisai no Saku Niwa de (紫陽花の咲く庭で)"                                    | 2:16                                                             |
| 23.                                                              | "Maarui Otsuki-sama (まあるいお月さま)"                                        | 3:19                                                             |
| Tổng thời lượng:                                                 | Tổng thời lượng:                                                               | 1:21:50                                                          |

Tập đặc biệt Tadaima◇Okaeri cũng có hai bài hát chủ đề, một mở đầu và một kết thúc. Bài hát mở đầu có tên Tadaima no Kaze (ただいまの風) do Kawasumi Ayako trình bày và bài hát kết thúc có tên "Ma" no Tsuku Boogie (【ま】のつくブギ！) do Triomatic & Minawa & Mahoro trình bày. Cả hai bài hát đã phát hành trong đĩa đính kèm phiên bản BD/DVD giới hạn của tập này vào ngày 23 tháng 12 năm 2009.
| Mahoromatic Tadaima◇Okaeri Tokuten (まほろまてぃっく ただいま◇おかえり 特典) | Mahoromatic Tadaima◇Okaeri Tokuten (まほろまてぃっく ただいま◇おかえり 特典) | Mahoromatic Tadaima◇Okaeri Tokuten (まほろまてぃっく ただいま◇おかえり 特典) |
| STT                                                                          | Nhan đề                                                                      | Thời lượng                                                                   |
| ---------------------------------------------------------------------------- | ---------------------------------------------------------------------------- | ---------------------------------------------------------------------------- |
| 1.                                                                           | "Tadaima no Kaze (ただいまの風)"                                             | 3:46                                                                         |
| 2.                                                                           | ""Ma" no Tsuku Boogie (【ま】のつくブギ！)"                                  | 2:29                                                                         |
| Tổng thời lượng:                                                             | Tổng thời lượng:                                                             | 6:15                                                                         |

Ngoài ra một buổi hòa nhạc mang tên tên Live! Mahoromatic ~Motto Utsukushii Mono~ (らいぶ！まほろまてぃっく ～もっと美しいもの～) đã được thực hiện với sự tham gia của các diễn viên lồng tiếng nhân vật ngày 29 tháng 12 năm 2002 tại Differ Ariake. Buổi hòa nhạc này sau đó đã được phát hành thành DVD có tựa Mahoromatic Live! & Music Clips (まほろまてぃっく らいぶ!&Music Clips) vào ngày 09 tháng 5 năm 2003.